# Nørrebæk ved Tvilho
Nørrebæk ved Tvilho este o arie protejată (arie specială de conservare — SAC, sit de importanță comunitară — SCI) din Danemarca întinsă pe o suprafață de 42 ha, integral pe uscat.

## Localizare
Centrul sitului Nørrebæk ved Tvilho este situat la coordonatele 55°34′03″N 8°54′22″E / 55.5675°N 8.906111°E.

## Înființare
Situl Nørrebæk ved Tvilho a fost declarat sit de importanță comunitară în februarie 1998 pentru a proteja 2 specii de plante și 1 specie de animale. Situl a fost protejat și ca arie specială de conservare în decembrie 2011.

## Biodiversitate
Situată în ecoregiunea atlantică, aria protejată conține 7 habitate naturale: Izvoare petrifiante cu formare de travertin (Cratoneurion), Lacuri eutrofice naturale cu vegetație de tip Magnopotamion sau Hydrocharition, Mlaștini alcaline, Pajiști cu Molinia pe soluri calcaroase, turboase sau argilos-nămoloase (Molinion caeruleae), Pajiști uscate europene, Cursuri de apă de la nivel de câmpie la nivel montan, cu vegetație Ranunculion fluitantis și Callitricho-Batrachion, Pajiști umede nord-atlantice cu Erica tetralix.
La baza desemnării sitului se află mai multe specii protejate:
- plante (2): Hamatocaulis vernicosus, ochii-șoricelului (Saxifraga hirculus)
- pești (1): cicar (Lampetra planeri)